# Demétrio Nunes Ribeiro
Demétrio Nunes Ribeiro (Alegrete, 5 de dezembro de 1853 — Rio de Janeiro, 9 de dezembro de 1931) foi um educador, engenheiro, jornalista e político brasileiro, o primeiro ministro da Agricultura da República do Brasil.

## Biografia
Formado em engenharia pela Escola Politécnica do Rio de Janeiro e bacharel em ciências físicas e matemáticas pela Escola Central retornou ao Rio Grande do Sul, onde foi primeiro engenheiro auxiliar das linhas telegráficas e depois engenheiro da estrada de ferro entre Porto Alegre e Uruguaiana. Foi também professor da Escola Normal de Porto Alegre.

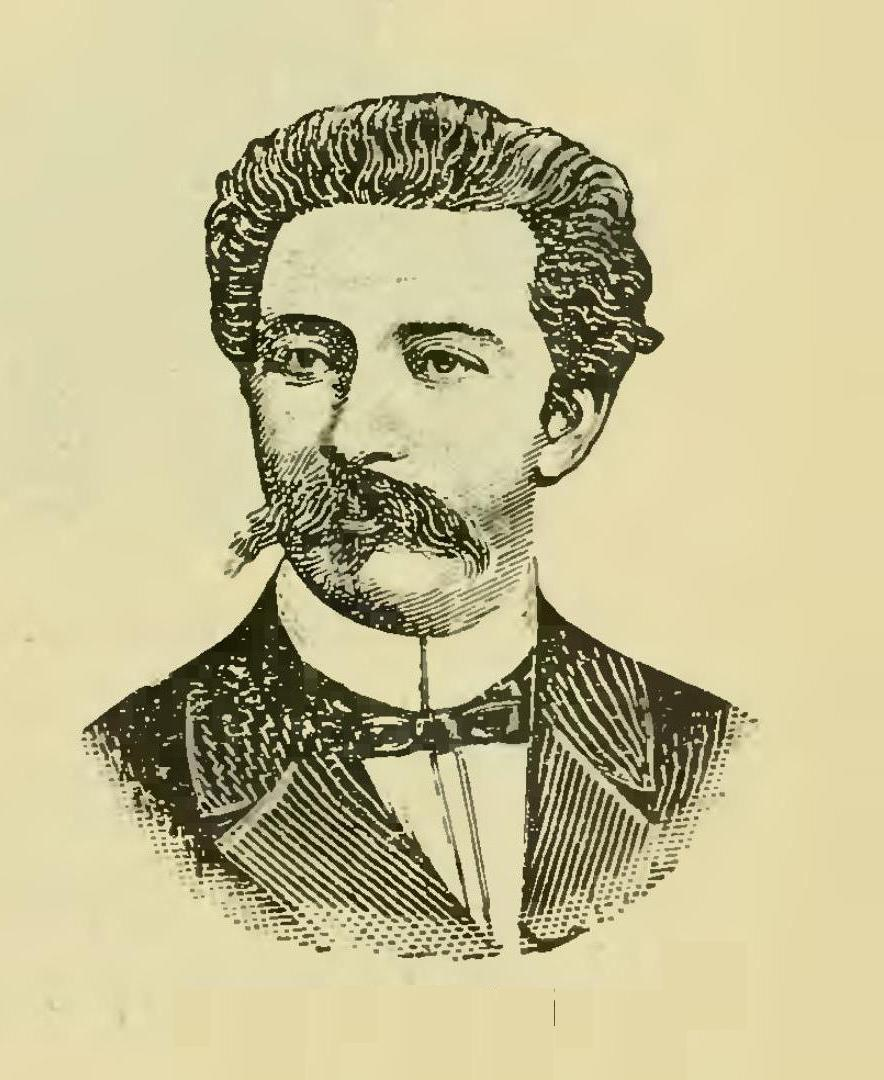
Demétrio Ribeiro.

Por ser oposição ao Império, D. Pedro II para poder desviá-lo, mandou-o ver a distribuição das terras aos imigrantes no Espírito Santo. [carece de fontes?]
Adepto do positivismo, foi um dos fundadores do Partido Republicano Riograndense.
Teve grande influência na organização da República, onde foi eleito deputado federal constituinte e nomeado ministro logo após sua proclamação, em 7 de dezembro de 1889. Não ficou muito tempo como ministro, pedindo logo exoneração após ter entrado em divergência com o ministro da fazenda, Rui Barbosa, em 31 de janeiro de 1890, retornando à câmara. Ali, como deputado federal na constituinte de 1891, propôs a separação da Igreja do Estado e o decreto relativo às festas e aos feriados nacionais.
Foi responsável pela fundação do Lloyd Brasileiro, através da fusão de antigas companhias subvencionadas. Também, por sua experiência como engenheiro, ajudou a traçar planos de articulação das linhas de ferro em diversas regiões do país. manteve-se como deputado à constituinte federal, exercendo o mandato até o fim da primeira legislatura da república.
Foi redator do jornal A Federação de 1890 a 1891 e diretor da Igreja Positivista do Brasil em seus últimos anos de vida.

## Homenagens
Empresta seu nome a ruas em Porto Alegre, Belo Horizonte, São Paulo, Florianópolis, São Gonçalo (RJ) e Barbacena (MG), a distritos dos municípios de Vassouras (RJ) e João Neiva (ES), a uma praça no município do Rio de Janeiro e a uma escola no município de Alegrete (RS).